# Les Ogres
Pour les articles homonymes, voir Ogre (homonymie).
Pour plus de détails, voir Fiche technique et Distribution.

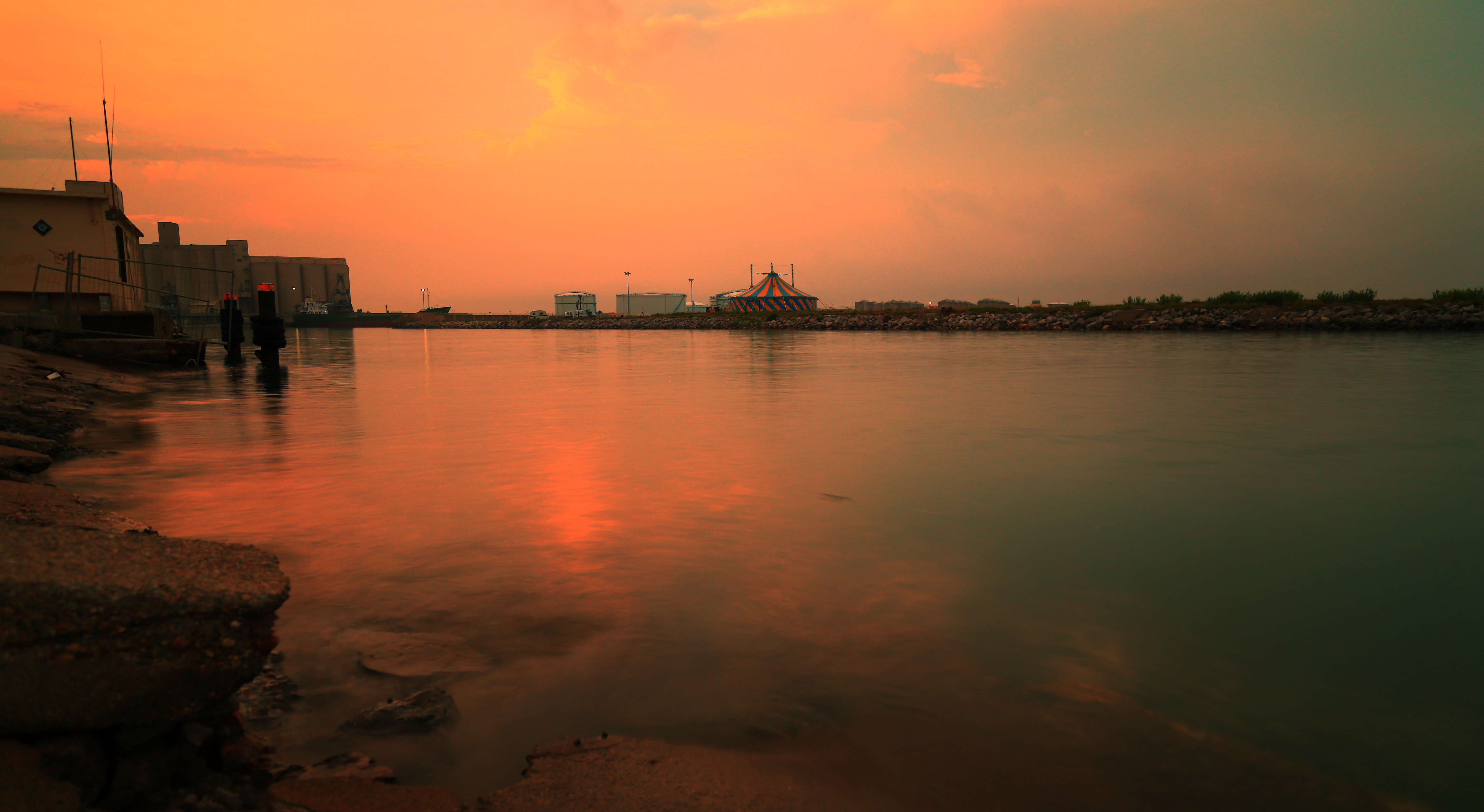
Le chapiteau du film Les Ogres

Les Ogres est un  film français réalisé par Léa Fehner et sorti en 2015. Il s'agit de son deuxième long métrage.

## Synopsis
Le Davaï Théâtre est une compagnie de théâtre itinérante. C'est dans les beaux paysages du sud-ouest de la France que le théâtre plante son chapiteau pour présenter au public L'Ours de Tchekhov. Les comédiens de la troupe forment une grande famille où chacun essaye de trouver sa place.

## Fiche technique
- Titre : Les Ogres
- Réalisation : Léa Fehner
- Scénario : Léa Fehner, Catherine Paillé et Brigitte Sy
- Son : Julien Sicart
- Photographie : Julien Poupard
- Musique : Philippe Cataix
- Montage : Julien Chigot
- Production : Philippe Liégeois
- Société de production : Bus Films, en association avec Indéfilms 3
- Société de distribution : Pyramide
- Lieux de tournage : notamment Leucate et Port-la-Nouvelle[1].
- Pays d'origine :  France
- Langue : français
- Durée : 140 minutes
- Date de sortie : 
  - France - 16 mars 2016

## Distribution
- Adèle Haenel : Mona
- Marc Barbé : Monsieur Déloyal
- Lola Dueñas : Lola
- Inès Fehner : Inès
- François Fehner : François
- Marion Bouvarel : Marion
- Patrick d'Assumçao : l'amant de Marion
- Vincent Schmitt : le médecin échographe
- Anthony Bajon : le jeune de la caravane

## Distinctions

### Récompense
- Festival du film de Cabourg 2016 : Swann d'or du meilleur film

### Nominations et sélections
- Festival international des jeunes réalisateurs de Saint-Jean-de-Luz 2015 : compétition des longs-métrages